# نيكولو كاسالي
نيكولو كاسالي (بالإيطالية: Nicolò Casale)‏ هو لاعب كرة قدم إيطالي في مركز الدفاع، ولد في 14 فبراير 1998 في نيغرار في إيطاليا. لعب مع نادي بيروجيا وهيلاس فيرونا.

## وصلات خارجية
- نيكولو كاسالي على موقع الاتحاد الأوربي (الإنجليزية)
- نيكولو كاسالي على موقع قاعدة بيانات كرة القدم.إي يو (الإنجليزية)
- نيكولو كاسالي على موقع Soccerway.com (الإنجليزية)
- نيكولو كاسالي على موقع عالم كرة القدم.نت (الإنجليزية)